# Campionati europei di short track 2014
I Campionati europei di short track 2014 sono stati la 18ª edizione della competizione organizzata dall'International Skating Union. Si sono svolti dal 17 al 19 gennaio 2014 a Dresda, in Germania.

## Calendario
| Data       | Ora (UTC+1) | Gara                            |
| ---------- | ----------- | ------------------------------- |
| 17 gennaio | 15:50       | 1500 m U/D - batterie           |
| 17 gennaio | 17:21       | 1500 m U/D - semifinali         |
| 17 gennaio | 18:06       | 1500 m U/D - finali             |
| 17 gennaio | 18:42       | staffetta 3000 m D - batterie   |
| 17 gennaio | 19:18       | staffetta 5000 m U - batterie   |
| 18 gennaio | 13:20       | 500 m U/D - preliminari         |
| 18 gennaio | 14:45       | 500 m U/D - batterie            |
| 18 gennaio | 15:33       | 500 m U/D - quarti di finale    |
| 18 gennaio | 16:10       | 500 m U/D - semifinali          |
| 18 gennaio | 16:37       | 500 m U/D - finali              |
| 18 gennaio | 17:08       | staffetta 3000 m D - semifinali |
| 18 gennaio | 17:23       | staffetta 5000 m U - semifinali |
| 19 gennaio | 14:10       | 1000 m U/D - batterie           |
| 19 gennaio | 15:46       | 1000 m U/D - quarti di finale   |
| 19 gennaio | 16:30       | 1000 m U/D - semifinali         |
| 19 gennaio | 17:01       | 1000 m U/D - finale             |
| 19 gennaio | 17:34       | 3000 m U/D - finale             |
| 19 gennaio | 18:04       | staffetta 3000 m D - finale     |
| 19 gennaio | 18:11       | staffetta 5000 m U - finale     |

## Podi

### Uomini
| Evento              | Oro                                                                  | Tempo    | Argento                                                                     | Tempo    | Bronzo                                                                   | Tempo    |
| 500 m               | Viktor An                                                            | 40"644   | Sjinkie Knegt                                                               | 40"734   | Vladimir Grigor'ev                                                       | 40"920   |
| 1000 m              | Viktor An                                                            | 1'24"940 | Semën Elistratov                                                            | 1'25"215 | Vladimir Grigor'ev                                                       | 1'25"322 |
| 1500 m              | Semën Elistratov                                                     | 2'14"451 | Niels Kerstholt                                                             | 2'14"734 | Freek van der Wart                                                       | 2'15"650 |
| 3000 m              | Viktor An                                                            | 4'47"462 | Sjinkie Knegt                                                               | 4'47"582 | Niels Kerstholt                                                          | 4'47"763 |
| Staffetta 5000 m    | Russia Semën Elistratov Dmitrij Migunov Vladimir Grigor'ev Viktor An | 6'45"803 | Paesi Bassi Niels Kerstholt Daan Breeuwsma Freek van der Wart Sjinkie Knegt | 6'46"072 | Germania Robert Seifert Paul Herrmann Daniel Zetzsche Christoph Schubert | 6'48"313 |
| Classifica generale | Viktor An                                                            | 102 pt   | Semën Elistratov                                                            | 60 pt.   | Niels Kerstholt                                                          | 34 pt.   |

### Donne
| Evento              | Oro                                                                             | Tempo    | Argento                                                                       | Tempo    | Bronzo                                                               | Tempo    |
| 500 m               | Arianna Fontana                                                                 | 43"885   | Tat'jana Borodulina                                                           | 43"923   | Jorien ter Mors                                                      | 44"233   |
| 1000 m              | Elise Christie                                                                  | 1'30"489 | Jorien ter Mors                                                               | 1'30"557 | Tat'jana Borodulina                                                  | 1'30"650 |
| 1500 m              | Jorien ter Mors                                                                 | 2'35"748 | Bernadett Heidum                                                              | 2'36"574 | Zsófia Kónya                                                         | 2'36"762 |
| 3000 m              | Jorien ter Mors                                                                 | 5'53"121 | Elise Christie                                                                | 5'59"126 | Arianna Fontana                                                      | 5'59"272 |
| Staffetta 3000 m    | Paesi Bassi Jorien ter Mors Sanne van Kerkhof Yara van Kerkhof Lara van Ruijven | 4'14"147 | Gran Bretagna Elise Christie Charlotte Gilmartin Alex Stanley Kathryn Thomson | 4'15"497 | Ungheria Szandra Lajtos Bernadett Heidum Andrea Keszler Zsófia Kónya | 4'15"873 |
| Classifica generale | Jorien ter Mors                                                                 | 107 pt.  | Elise Christie                                                                | 63 pt.   | Arianna Fontana                                                      | 52 pt.   |

## Medagliere
| Pos.   | Paese         | Oro | Argento | Bronzo | Totale |
| ------ | ------------- | --- | ------- | ------ | ------ |
| 1      | Russia        | 6   | 3       | 3      | 12     |
| 2      | Paesi Bassi   | 4   | 5       | 4      | 13     |
| 3      | Gran Bretagna | 1   | 3       | 0      | 4      |
| 4      | Italia        | 1   | 0       | 2      | 3      |
| 5      | Ungheria      | 0   | 1       | 2      | 3      |
| 6      | Germania      | 0   | 0       | 1      | 1      |
| Totale | Totale        | 12  | 12      | 12     | 36     |